# Nandrolon

Nandrolon

Nandrolon är en anabol steroid, som finns naturligt i kroppen, men i små mängder. 
Deca-Durabol är det enda medlet som på senare tid varit godkänt och fått säljas i Sverige. Det har använts som bromsmedicin mot benskörhet och som blodstimulering för njursjuka. Medlet drogs emellertid in 2009.
Bruk av nandrolon, liksom andra anabola steroider, används illegalt som doningspreparat av kroppsbyggare och idrottsmän. Nandrolon kan upptäckas i dopningskontroller, även vid låga doser, nio månader efter en injektion.